# Suzanne Grandais
Suzanne Gueudret, coneguda com a Suzanne Grandais, (París, 14 de juny de 1893 - Vaudoy-en-Brie, 28 d'agost de 1920) va ser una actriu francesa de cinema mut.
Va fer nombroses pel·lícules per Léonce Perret i per Louis Feuillade, i va ser sobrenomenada la "Mary Pickford francesa" per la seva bellesa.

## Biografia
Va ser ballarina de jove, començant una carrera teatral al teatre de Cluny del Bulevard Saint-Germain de París a l'obra Le Château des loufoques de Benjamin Rabier. Després d'una gira per Amèrica del Sud, va debutar al cinema treballant pels estudis Éclair i Lux. Va ser descoberta llavors per Léonce Perret que la va convertir en una de les actrius estrella de la companya Gaumont, apareixent entre 1911 i 1913 en més de quaranta-cinc pel·lícules d'aquesta companyia, dirigides principalment per Léonce Perret. La majoria eren comèdies breus i drames. A instàncies de l'actriu Renée Carl, Louis Feuillade la va contractar per la seva troupe d'actors de cinema. Després va treballar a Scènes de la vie telle qu'elle est i a la sèrie de pel·lícules Léonce Perret, actor i director de la sèrie.
Va deixar Gaumont la primavera de 1913, juntament amb la també actriu Yvette Andréyor, per rodar a Alemanya pel·lícules dirigides per Marcel Robert, cunyat d'Émile Cohl, i per Charles Decroix, per a la companyia Dekagé (Deutsche Kinematograph Gesellschaft). Els anys 1913 i 1914 va rodar més de divuit pel·lícules. A causa de les males relacions entre França i Alemanya, es van rodar diverses pel·lícules a França (per exemple, À chacun sa destinée de Charles Decroix).
Després d'aquest període, Suzanne Grandais va fundar la seva pròpia companyia cinematogràfica, Les films Suzanne Grandais, amb Raoul d'Auchy.
Durant la guerra, va treballar a Éclipse i el drama Suzanne (1916) va ser un èxit que li va donar el rang d'estrella internacional. El 1918, Louis Delluc la va comparar amb l'actriu estatunidenca Pearl White.
L'actriu va signar un contracte l'any 1920 amb Charles Burguet i va morir el mateix any en un accident de trànsit, en una carretera deserta de Seine-et-Marne, en un lloc anomenat Le Prévert, durant el rodatge de la pel·lícula L'Essor.

## Mort
La mort de Suzanne Grandais va constituir tot un dol per l'art cinematogràfic francès. Aquesta actriu va ser potser, amb Emmy Lynn, la més famosa i popular entre les estrelles del cinema francès de l'època. Feia només uns dies que s'havia començat a projectar la seva darrera creació als principals teatres de París: Gosse de Riche. Suzanne Grandais havia rodat per a La Phocéa, sota la direcció de Charles Burguet, una pel·lícula en 12 capítols, L'Essor, el guió de la qual tenia com a objectiu principal presentar França en el seu esforç de reconstitució i de recuperació de la Primera Guerra Mundial, rodant en entorns devastats per la guerra: Alsàcia, Lorena i altres regions. Un últim episodi d'aquesta pel·lícula va tenir lloc a Vittel, a la Lorena. Allà havia anat Suzanne Grandais amb els seus companys intèrprets principals, Bosc i Cahuzac. De tornada a París, al cotxe anaven, a més del conductor, Suzanne, el director Burguet, la seva esposa i l'operador Ruette. En la ruta de Colummières a Provins, a prop de Jouy-le-Châtel, es va produir l'accident: en un revolt un pneumàtic del vehicle va esclatar. El cotxe va girar bruscament, sense que el conductor el pogués controlar. Suzanne Grandais i Ruette van morir a l'instant, aixafats pel pes del cotxe, sota el qual van trobar els seus cossos. Suzanne Grandais tenia el cap aixafat.

## Filmografia
- 1911: Le Chrysanthème rouge Léonce Perret - 273m - Miss Suzie
- 1911: L'Alibi Louis Feuillade - 208m
- 1911: Le Bas de laine Louis Feuillade - 300m
- 1911: Le Chef-lieu de canton Louis Feuillade - 548m - Mme Marcieux
- 1911: Le Destin des mères Louis Feuillade - 115m - Suzanne
- 1911: Le Mariage de l'aînée Louis Feuillade - 370m
- 1911: Les Parents de l'enfant prodigue Louis Feuillade - 120m
- 1911: La Fille du juge d'instruction Louis Feuillade - 280m
- 1911: Au bord de la faute o Au bord du gouffre de Louis Feuillade - 171m
- 1911: Le Roi Lear au village Louis Feuillade - 360m
- 1911: Maternité - une production Gaumont
- 1911: L'Aventure de Miette Emile Chautard - 244m - Miette
- 1911: Les Vipères Louis Feuillade - 360m
- 1912: Les Blouses blanches Léonce Perret - 620m
- 1912: Le Mystère des roches de Kador Léonce Perret - 948m - Suzanne de Lormel
- 1912: La Dentellière Léonce Perret - 417m - La dentellière
- 1912: La Rançon du bonheur Léonce Perret - 893m - Suzanne Darvel
- 1912: Laquelle ? Léonce Perret - 492m
- 1912: L'Apollon des roches noires Léonce Perret - 303m
- 1912: Le Nain Louis Feuillade - 421m - Lina Béryl
- 1912: La Petite Volontaire Louis Feuillade
- 1912: Amour d'automne Louis Feuillade
- 1912: L'Amour passé Victorin Jasset - 225m
- 1912: Les Audaces de cœur Louis Feuillade - 303m - La marquise
- 1912: La Bienfaitrice Henri Fescourt - 279m - Suzanne
- 1912: La Bonne Hôtesse Léonce Perret - 373m
- 1912: Le Cœur et l'Argent Louis Feuillade - 382m - Suzanne Mauguiet
- 1912: Le Collier de Nini Pinson Léonce Perret - 320m - Nini Pinson
- 1912: L'Erreur tragique Louis Feuillade - 530m - Suzanne de Romiguières
- 1912: L'Homme de proie Louis Feuillade - 565m - La danseuse
- 1912: La Leçon d'amour Léonce Perret - 280m - Martine
- 1912: Nanine, femme d'artiste Léonce Perret - 681m
- 1912: Première aventure Léonce Perret - 201m
- 1912: La Lumière et l'Amour Léonce Perret - 328m
- 1912: Le Mariage de Suzie Léonce Perret - 339m - Suzie
- 1912: La Main de fer Léonce Perret - 787m
- 1912: La Main de fer contre la bande aux gants blancs Léonce Perret - 742m
- 1912: Le Noël de Francesca Louis Feuillade - 285m - Francesca
- 1912: Le Homard Léonce Perret
- 1912: À propos d'épingles à chapeau (o Les Épingles) de Léonce Perret
- 1912: La Petite Duchesse Léonce Perret - 283m
- 1912: Petite rosse Léonce Perret - 924m
- 1912: La Pierre de Sir John Smithson - una producció Gaumont - 474m
- 1912: La Vertu de Lucette Louis Feuillade - 324m - Lucette
- 1912: La Prison sur le gouffre Louis Feuillade - 658m - Mme Bertin
- 1913: La Dentellière Léonce Perret : Yolande Vouwermann, la dentellière
- 1913: Au fond du gouffre Léonce Perret - 328m
- 1913: Chacun sa destinée Raoul d'Auchy - 885m - Suzanne
- 1913: La Force de l'argent Léonce Perret - 983m - Suzanne Leclerc
- 1913: Un nuage passe (o Léonce et Suzanne) de Léonce Perret : Suzanne
- 1913: L'Obsession du souvenir - una producció Gaumont - 393m
- 1913: La Dame du numéro treize - una producció Gaumont - 300m - La dame
- 1913: Honneur passe richesse - una producció Gaumont - 860m
- 1913: L'Irréparable - una producció S.C.F - 964m
- 1913: Suzanne veut danser le tango - 277m - Suzanne Daubray
- 1913: La Torpille aérienne Raoul d'Auchy - 748m
- 1913: Suzanne professeur de piano Raoul d'Auchy - Suzanne Daubray
- 1913: Léonce en voyage de noces Léonce Perret - 337m
- 1913: Léonce veut maigrir Léonce Perret
- 1913: Léonce flirte Léonce Perret
- 1913: Les Bretelles Léonce Perret
- 1913: Fantaisie de milliardaire Henri Fescourt - 320m
- 1913: Le Pont sur l'abîme Louis Feuillade - 944m - Mme Rodriguez
- 1913: La Gitane Raoul d'Auchy
- 1913: La Demoiselle des P.T.T Raoul d'Auchy - 342m - La demoiselle
- 1914: La Rencontre, de Louis Feuillade - 523m
- 1914: L'Énigme de la Riviera Léonce Perret - 1346m
- 1914: Fille d'amiral Raoul d'Auchy - 1040m
- 1914: Grande sœur Raoul d'Auchy - 1150m
- 1914: La Petite Bagatelle Raoul d'Auchy - 856m
- 1914: L'Heure du rêve Léonce Perret - 1100m
- 1916: Suzanne, professeur de flirt Louis Mercanton i [René Hervil - Suzanne Daubray
- 1916: Oh ! ce baiser Louis Mercanton ei René Hervil - 900m - Edith
- 1916: Le Tournant Louis Mercanton i René Hervil - 1650m - Suzanne de Bréville
- 1916: L'Esclave de Phidias Louis Mercanton i René Hervil - 910m
- 1916: Midinettes Louis Mercanton i René Hervil - 1850m - Rosette
- 1916: Suzanne et les Vieillards Henri Fescourt - 304m - Suzanne Daubray
- 1917: Le Tablier blanc Louis Mercanton i René Hervil - 1495m
- 1917: La Petite du sixième Louis Mercanton i René Hervil - 1595m - Micke
- 1918: Loréna Georges Tréville - 1628m - Lorena
- 1918: Le Siège des trois Jacques de Baroncelli - 1510m
- 1918: Mea Culpa Georges Champavert
- 1918: Son aventure René Hervil - 1200m - Nina
- 1919: Simplette René Hervil - 1395m, pel·lícula en quatre parts - Simplette
- 1920: Suzanne et les Brigands Charles Burguet - 1300m - Suzy Clearing
- 1920: Gosse de riche Charles Burguet - 2008m - Suzanne Maravon
- 1920: L'Essor Charles Burguet - 10000m, 10 episodis